# Maria de Württemberg
Antonieta Frederica Augusta Maria Ana de Württemberg (em alemão: Antoinette Friederike Auguste Marie Anna von Württemberg; Coburgo, 17 de setembro de 1799 — Gota, 24 de setembro de 1860), foi uma duquesa de Württemberg, a segunda esposa do duque Ernesto I e Duquesa Consorte de Saxe-Coburgo-Gota de 1832 até 1844.

## Família
Maria era a filha mais velha do duque Alexandre de Württemberg e da duquesa Antonieta de Saxe-Coburgo-Saalfeld. Era sobrinha da czarina Maria Feodorovna da Rússia, do rei Frederico I de Württemberg e da duquesa Isabel de Württemberg, esposa do sacro-imperador Francisco I da Áustria. Os seus avós paternos eram Frederico II Eugénio, Duque de Württemberg e a marquesa Frederica de Brandemburgo-Schwedt. Os seus avós maternos eram Francisco, Duque de Saxe-Coburgo-Saalfeld e a duquesa Augusta Reuss-Ebersdorf.

## Vida

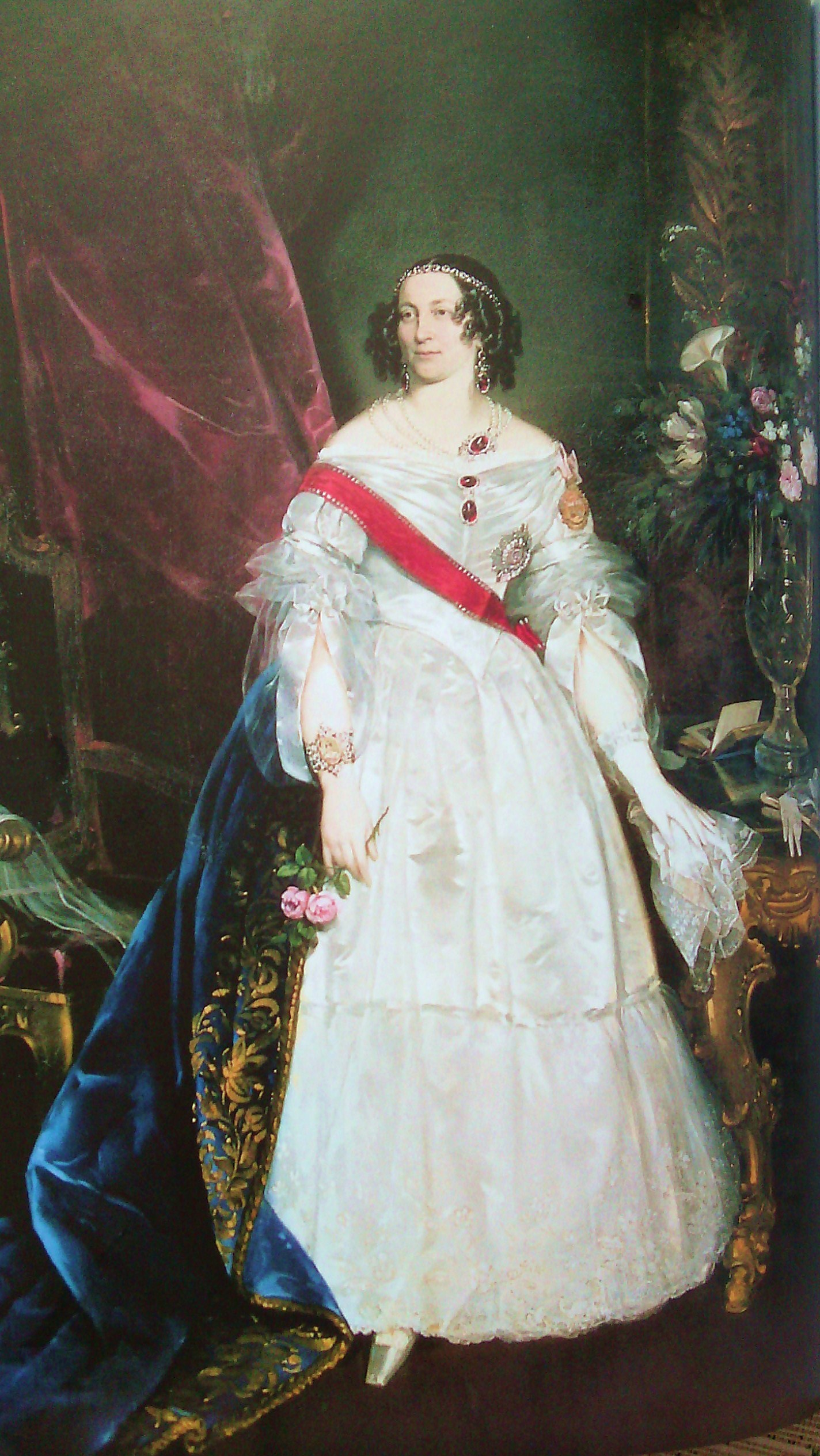
Maria de Württemberg
Por Ferdinand von Rayski, 1839

Maria casou-se no dia 23 de dezembro de 1832 com o seu tio materno, Ernesto I, Duque de Saxe-Coburgo-Gota, tornando-se a sua segunda esposa. Não tiveram filhos.
Era madrasta do príncipe Alberto de Saxe-Coburgo-Gota, marido da rainha Vitória do Reino Unido. Foi também madrinha do príncipe Alberto Eduardo de Gales (futuro rei Eduardo VII do Reino Unido), mas não esteve presente no seu baptizado. 
Maria morreu em 24 de setembro de 1860, aos 61 anos de idade e foi enterrada no Mausoléu Ducal no Cemitério Glockenberg.